# Eisentratten
Eisentratten è una frazione di 335 abitanti del comune austriaco di Krems in Kärnten, nel distretto di Spittal an der Drau in Carinzia. Già comune autonomo istituito nel 1902 per scorporo dal comune di Kremsbrücke, nel 1973 è stato fuso con lo stesso Kremsbrücke per formare il nuovo comune di Krems in Kärnten, del quale Eisentratten è capoluogo.